# Patrick Jamain
Patrick Jamain, né le 5 juin 1944 à Châteauroux où il est mort le 22 février 2023, est un réalisateur français.

## Biographie
Patrick Jamain commence sa carrière au cinéma en tant qu’assistant de Sergio Gobbi avec qui il tourne Le Temps des loups (1969), Un beau monstre (1971) ou encore Les Voraces (1973).
Producteur, Sergio Gobbi lui permet également de signer son premier long-métrage en tant que cinéaste à part entière. Il s’agit du polar L’Affaire Crazy Capo (1973) avec Maurice Ronet, Jean-Pierre Marielle et Jean Servais.
Patrick Jamain va ensuite consacrer la quasi-totalité de sa carrière à la réalisation de téléfilms. Il tente un retour sur grand écran avec le thriller Lune de miel (1985) avec Nathalie Baye, film qui ne rencontre pas le succès commercial. Patrick Jamain revient ensuite à la réalisation pour la télévision avec pas moins d’une trentaine d’épisodes de la série Navarro tournés entre 1989 et 2006, mais aussi de nombreuses séries telles que Frank Riva (avec Alain Delon), Marc Eliot (avec Xavier Deluc), Quai n°1 (avec Sophie Duez).
Après avoir consacré sa vie au polar, il prend sa retraite en 2009.

## Filmographie

### Acteur
- 1992 : Omnibus, court métrage de Sam Karmann : le voyageur prévenant

### Réalisateur
Cinéma
- 1973 : L'Affaire Crazy Capo
- 1985 : Lune de miel

Télévision
- 1978 : Cinéma 16 - téléfilm : Thomas Guérin, retraité
- 1980 : Cinéma 16 - téléfilm : C'est grand chez toi
- 1980 : Le Mandarin
- 1981 : Julien Fontanes, magistrat (série télévisée, épisode La dixième plaie d'Égypte
- 1983 : Tenue de soirée de rigueur
- 1983 : La Vitesse du vent
- 1984 : L'Île de la jeune fille bleue
- 1985 : Mariage blues
- 1986 : Azizah, la fille du fleuve
- 1988 : Les Nouveaux Chevaliers du ciel
- 1988 : Cinéma 16 - téléfilm : Les Grenadines
- 1991 : Navarro avec Roger Hanin (série télévisée - min 28 épisodes)
- 1995 : François Kléber avec Gérard Lanvin
- 1997 : Langevin : le secret
- 1999 : Palazzo
- 1999 : Voleur de cœur
- 2003 : Quai n°1
- 2003 : Frank Riva avec Alain Delon
- 2003 : SOS 18
- 2009 : Action spéciale douanes (série télévisée - 4 épisodes)
- 2009 : Blanche Maupas

### Assistant réalisateur
- 1969 : Le Temps des loups, de Sergio Gobbi
- 1970 : Vertige pour un tueur de Jean-Pierre Desagnat
- 1971 : Un beau monstre de Sergio Gobbi
- 1971 : La Part des lions, de Jean Larriaga
- 1972 : La Vierge de Tadeus Matuchewsky
- 1973 : Les Voraces de Sergio Gobbi
- 1973 : La Punition de Pierre-Alain Jolivet
- 1975 : Les Onze Mille Verges d'Éric Lipmann
- 1979 : Je te tiens, tu me tiens par la barbichette de Jean Yanne